# Lawrence D. Brown
 (décembre 2022).
Si vous disposez d'ouvrages ou d'articles de référence ou si vous connaissez des sites web de qualité traitant du thème abordé ici, merci de compléter l'article en donnant les références utiles à sa vérifiabilité et en les liant à la section « Notes et références ».
Lawrence David Brown (16 décembre 1940 - 21 février 2018), est professeur "Miers Busch" et professeur de statistique à la Wharton School de l'Université de Pennsylvanie à Philadelphie, en Pennsylvanie. Il est connu pour son travail révolutionnaire dans un large éventail de domaines, notamment la Théorie de la décision, la récurrence et les équations aux dérivées partielles, l'estimation de fonctions non paramétriques, la théorie du minimax et de l'adaptation, ainsi que l'analyse des données de recensement et des données des centres d'appels.

## Carrière
Brown fait ses études à la California Institute of Technology et à l'Université Cornell, où il obtient son doctorat en 1964. Il remporte de nombreux prix, et est membre de l'Académie Nationale des Sciences des États-Unis, et publie de nombreux articles. Il est président de l'Institut de statistique mathématique de 1992 à 1993. Il est élu à l'Académie américaine des arts et des sciences en 2013.
Après avoir été professeur assistant à l'Université de Californie à Berkeley, professeur associé puis professeur à l'Université Cornell et à l'Université Rutgers, il est invité à rejoindre le Département de Statistiques de la Wharton School de l'Université de Pennsylvanie.

## Vie personnelle
Brown est né à Los Angeles, il est le fils de Louis M. Brown et Hermione Brown. Il est marié à Linda Zhao, une collègue statisticienne de la Wharton School.

## Honneurs et récompenses
- Membre de l'Académie américaine des arts et des sciences
- Membre de l'Académie nationale des sciences[2]
- Membre de la Société américaine de statistique (ASA)[6]
- Membre de l'Institut de statistique mathématique (IMS)[6]
- Wald Lecturer, Institut de statistique mathématique, août 1985[7]
- Professeur Lady Davis, Université hébraïque de Jérusalem, 1988[6]
- Docteur en sciences (honoraire), Université Purdue, 1993[8]
- Prix Wilks de l'American Statistical Association, 2002[6]
- Prix CR et B. Rao, 2007[9]
- Le Prix du Prévôt pour un Doctorat Distingué. Enseignement et mentorat, Université de Pennsylvanie, 2011[10]

l'Institut de statistique mathématique créé le prix Lawrence D. Brown pour un étudiant en Ph.D en son honneur.

## Publications
- 1985. (avec Olkin, I., Sacks, J. et Wynn, HP) Jack Carl Kiefer Collected Papers, 3 vol., Springer-Verlag, New York.
- 1986. (avec Olkin, I., Sacks, J. et Wynn, HP) Jack Carl Kiefer Collected Papers Supplementary Volume, Springer-Verlag, New York.
- 1986. Principes fondamentaux des familles exponentielles statistiques avec applications à la théorie de la décision statistique, Inst. des Mathématiques. Statist., Hayward, Californie.
- 2005. (avec Plewes, TJ, et Gerstein, MA) Mesurer la recherche et le développement dans l'économie des États-Unis, National Academies Press.
- 2010. (avec Michael L. Cohen, Daniel L. Cork et Constance F. Citro) Envisioning the 2020 Census. Panel sur la conception du programme d'évaluations et d'expériences du recensement de 2020, Comité des statistiques nationales, Division des sciences comportementales et sociales et de l'éducation. Washington, DC : presse des académies nationales.